# Tout simplement noir (film)
Pour les articles homonymes, voir Tout simplement noir.
Pour plus de détails, voir Fiche technique et Distribution.
Tout simplement noir est une comédie française réalisée par Jean-Pascal Zadi et John Wax (d) , sortie en 2020.

## Synopsis
JP, un acteur raté d'une quarantaine d'années, développe l'idée d'organiser une grande marche d'hommes noirs à Paris pour  protester contre la sous-représentation des Noirs dans la société et dans les médias. Pour soutenir ce projet, il essaie de rencontrer des personnalités influentes de la communauté noire, comme les humoristes Fary et Éric Judor, les rappeurs Soprano et JoeyStarr ou encore l'ancien footballeur Vikash Dhorasoo, ainsi que des militants comme la Brigade anti-négrophobie. 
Il va vite constater que de nombreux Noirs, même s'ils adhèrent dans un premier temps à son idée, ont des conceptions très différentes de leur identité noire, du fait notamment de leurs expériences personnelles et de leurs origines africaines, caraïbéennes, ou métisses. Il devient difficile de définir ce qu'est un Noir et qui est « suffisamment noir » pour pouvoir participer à cette marche. Il découvre également peu à peu que Fary ne le soutient que par intérêt personnel afin de laver sa réputation à la suite d'une polémique. Des afroféministes vont lui demander d'ouvrir sa marche aux femmes noires, des Beurs et des Juifs vont souhaiter s'associer à sa marche. Il va également commettre de nombreuses maladresses qui vont lui aliéner certains soutiens.    
En parallèle, il continue à se présenter à des castings dans l'espoir de faire décoller sa carrière d'acteur, mais se voit toujours proposer des rôles très stéréotypés. Fary finit par lui proposer le rôle principal dans un film qu'il compte réaliser.    
La marche ne rassemblera finalement qu'un faible nombre de participants, mais permettra à JP de se rapprocher de son père.

## Fiche technique
- Titre original : Tout simplement noir
- Réalisation : Jean-Pascal Zadi et John Wax
- Scénario : Jean-Pascal Zadi et Kamel Guemra
- Image : Thomas Bremond
- Décors : Flavia Marcon
- Musique : Christophe Chassol
- Montage : Samuel Danési
- Photographie : Thomas Brémond
- Son : Mathieu Leroy, Axel Steichen, Fabien Devillers
- Costumes : Emmanuelle Youchnovski
- Production : Sidonie Dumas
  - Production exécutive : Alain Mougenot
- Sociétés de production : Gaumont, en coproduction avec C8 Films, avec la participation de Canal+, Ciné+, C8 et Entourage Pictures, et le soutien d'Angoa
- Société de distribution : Gaumont Distribution (France)
- Budget : 3,37 millions d'euros
- Pays de production :  France
- Langue originale : français (et quelques phrases en créole martiniquais[1])
- Format : couleur -DCP- 2,39:1
- Durée : 89 minutes
- Genre : comédie
- Dates de sortie :
  - France, Belgique, Suisse romande : 8 juillet 2020
  - Burkina Faso, Cameroun, Mali, Niger : 24 juillet 2020

## Distribution
- Jean-Pascal Zadi : JP
- Fary : lui-même
- Caroline Anglade : Camille, la compagne de JP
- Lilian Thuram : lui-même, dans une vidéo sur Internet
- Claudia Tagbo : elle-même, dans sa loge
- Cyril Hanouna : lui-même, dans son émission Touche pas à mon poste !
- JoeyStarr : lui-même
- Vikash Dhorasoo : lui-même, dans la soirée organisée par JoeyStarr
- Kareen Guiock : elle-même, dans la soirée organisée par JoeyStarr
- Fabrice Éboué : lui-même, au restaurant
- Lucien Jean-Baptiste : lui-même, au restaurant
- Éric Judor : lui-même
- Fadily Camara : elle-même, comme organisatrice d'une conférence-débat féministe noire
- Ramzy Bedia : lui-même
- Rachid Djaïdani : lui-même, chez Ramzy Bedia
- Melha Bedia : elle-même, chez son frère Ramzy Bedia
- Amelle Chahbi : elle-même, chez Ramzy Bedia
- Jonathan Cohen : lui-même, chez Ramzy Bedia
- Augustin Trapenard : lui-même, dans son émission Boomerang
- Mathieu Kassovitz : lui-même
- Hervé Dandrieux: directeur de casting
- Soprano : lui-même
- Omar Sy : lui-même
- Stéfi Celma : elle-même à l'avant-première du film Black Love
- Ahmed Sylla : le jeune boxeur dans le film Black Love / lui-même à l'avant-première du film
- Moussa Mansaly : l'entraîneur de boxe dans le film Black Love
- Eriq Ebouaney : le père du jeune boxeur dans le film Black Love
- Doudou Masta : un membre de la Brigade anti-négrophobie

## Production
L’équipe du film est venue tourner une journée en Bretagne, à Saint-Malo, en 2019.

## Accueil

### Critique
En France, le site Allociné propose une moyenne de 3,8/5 à partir de l'interprétation de 32 critiques de presse.
Fabrice Pliskin note dans Le Nouvel Observateur, « Sur un thème sensible, la situation des noirs en France, l'acteur et réalisateur Jean-Pascal Zadi a écrit une comédie hilarante. ».
Pour Pierre Lunn de Première, Tout simplement noir est « une comédie bordélique dans laquelle la mise en scène ne cache jamais le vrai sujet : la présence des Noirs dans le cinéma français. ».
L'accueil des spectateurs penche également vers le positif ; le jour de sa sortie, il est noté 5,6/10 sur le site SensCritique.
En outre, Tout simplement noir est apprécié du site des Indigènes de la République, qui publie une lecture critique du film et de sa réception.

### Box-office
| Pays ou région | Box-office      | Date d'arrêt du box-office | Nombre de semaines |
| -------------- | --------------- | -------------------------- | ------------------ |
| France         | 760 628 entrées | 13 octobre 2020            | 14                 |
| Total mondial  | 6 162 360 $     | -                          | -                  |

## Distinctions

### Récompense
- César 2021 : Meilleur espoir masculin pour Jean-Pascal Zadi

### Nomination
- César 2021 : Meilleur premier film pour Jean-Pascal Zadi[9]